# Лијандер (Тексас)
Лијандер (енгл. Leander) град је у америчкој савезној држави Тексас. По попису становништва из 2010. у њему је живело 26.521 становника.

## Демографија
Према попису становништва из 2010. у граду је живело 26.521 становника, што је 18.925 (249,1%) становника више него 2000. године.
| Група             | 2000.         | 2010.          |
| Белци             | 5.965 (78,5%) | 17.459 (65,8%) |
| Афроамериканци    | 221 (2,9%)    | 1.270 (4,8%)   |
| Азијати           | 39 (0,5%)     | 629 (2,4%)     |
| Хиспаноамериканци | 1.211 (15,9%) | 6.500 (24,5%)  |
| Укупно            | 7.596         | 26.521         |